# Calymmatium notorrhizum
Calymmatium notorrhizum là một loài thực vật có hoa trong họ Cải. Loài này được (Gilli) Botsch. mô tả khoa học đầu tiên năm 1968.